# David Dinkins
David Norman Dinkins, né le 10 juillet 1927 à Trenton (New Jersey) et mort le 23 novembre 2020 à New York, est un homme politique américain.
Membre du Parti démocrate, il est maire de New York de 1990 à 1993. Il est le premier Afro-Américain à accéder à cette fonction et également le seul du XXe siècle à échouer dans une candidature à un second mandat.

## Biographie

### Jeunesse et formation
En 1945, après ses études secondaires à la Trenton Central High School (en), David Dinkins demande à faire partie de l'US Marine Corps : bien que le quota des Noirs soit atteint, il réussit tout de même à servir dans le corps des Marines.
Une fois démobilisé, il est accepté à l'université Howard de Washington, D.C., où il obtient un Bachelor of Science en mathématiques. En 1956, il commence des études de droit à la Brooklyn Law School, dont il sort avec un Bachelor of Laws (LL.B.).

### Vie privée
David Dinkins est marié à Joyce Burrows (1930-2020), avec qui il a deux enfants : David Jr. et Donna Dinkins Hoggard[réf. souhaitée].

## Carrière politique

### Débuts
David Dinkins milite au Parti démocrate de Harlem et fait partie d'un groupe d'Afro-Américains influents, parmi lesquels Percy Sutton, Basil Paterson et Charles Rangel. Il est élu à l'Assemblée de l'État de New York pour le 78e district mais ne siège qu'à partir de 1966, avant de démissionner. Il figure parmi les cinquante investisseurs qui aident Percy Sutton à fonder l'Inner City Broadcasting Corporation (société de diffusion des quartiers défavorisés) en 1971.
Il est adjoint par intérim au maire Abraham Beame. Il est élu président du « borough » de Manhattan en 1985, lors de sa troisième tentative.

### Maire de New York
Candidat aux primaires démocrates de 1989 pour devenir maire de New York, David Dinkins l’emporte face à Ed Koch, qui se présentait pour une troisième élection, et deux autres démocrates. Le 7 novembre 1989, il est élu maire face au candidat du Parti républicain, Rudy Giuliani, avec une courte avance. Il est le 96e maire de la ville, en fonction du 1er janvier 1990 au 31 décembre 1993.

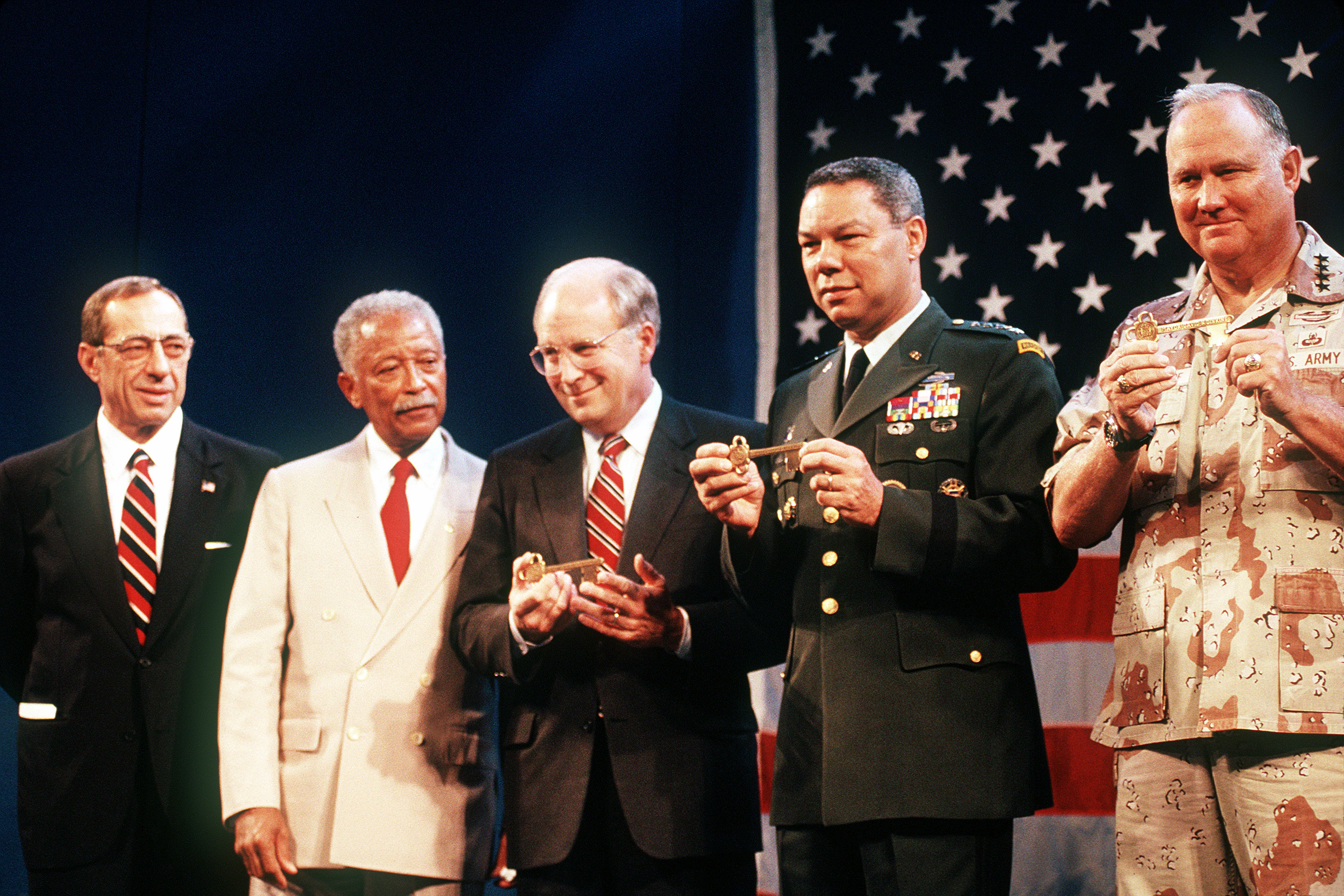
David Dinkins (en blanc) remettant les clés de la ville en 1991. De gauche à droite se trouve le gouverneur de l'État de New York Mario Cuomo, le secrétaire à la Défense Dick Cheney, le général Colin Powell, chef d'État-Major des armées et le général Norman Schwarzkopf.

David Dinkins commence son mandat en promettant de régler les problèmes de racisme au cœur de ce qu'il appelle une « superbe mosaïque » de communautés. Lors de son élection, certains pensent que son tempérament calme et discret, qui contraste avec celle de son prédécesseur Ed Koch, et le fait qu'il est le premier maire noir à occuper cette fonction, pourraient apaiser les tensions communautaires. Au contraire, le mandat de Dinkins est marqué par plusieurs événements graves, comme les émeutes de Crown Heights, ou le boycott d'un magasin coréen dans le quartier de Flatbush, à Brooklyn. David Dinkins est ainsi écartelé entre les revendications de sa communauté d'origine, et le besoin de trouver un soutien plus important, étant donné que le vote de la communauté afro-américaine est insuffisant pour obtenir le soutien de la ville dans sa totalité.
Il est ainsi perçu par certains comme un maire faible et indécis au cours des crises qui touchent la ville. Ses qualités diplomatiques, qui étaient auparavant perçues comme un avantage, apparaissent comme une faiblesse. Son mandat est également marqué par une hausse incontrôlable de la criminalité, alors que la ville connaît son pic de consommation de crack, et des guerres de quartier que la drogue entraîne. New York devient alors une ville dangereuse. L'attentat du World Trade Center de 1993 contribue à la défaite de David Dinkins, battu par Rudy Giuliani en recueillant 48,3 % des suffrages, alors qu'il avait obtenu 51 % des voix contre le même opposant en 1989.

## Parcours universitaire
En 1994, après son échec à sa réélection à New York, David Dinkins devient professeur de politique publique à la School of International and Public Affairs, Columbia University (en) (SIPA).
L’université Columbia crée les archives David Dinkins au sein de sa bibliothèque.
Il meurt de causes naturelles le 23 novembre 2020, un mois après sa femme, dans l’Upper East Side (Manhattan),,.